# Croissy-Beaubourg
Croissy-Beaubourg là một xã ở tỉnh Seine-et-Marne, thuộc vùng Île-de-France ở miền bắc nước Pháp.

## Dân số
Người dân ở Croissy-Beaubourg được gọi là Croisséens.
Điều tra dân số năm 1999, xã này có dân số là 2,236.